# Znanstveno djelo
Znanstveno djelo, djelo nastalo kao rezultat znanstvenog istraživanja primjenom znanstvenih metoda, a koje otkriva dotad nepoznate činjenice i odnose i objašnjava zakonitosti među pojavama (Borojević). Drugim riječima, mora biti izvorno i time pridonosi ukupnom znanju. Znanstvena, znanstvenostručna i stručna djela i radovi nisu oštro razgraničena iako razlike svakako postoje. Postoji razlika od znanstvenog rada.
Monografija je u bila prevladavajuća vrsta znanstvenog djela u prošlosti. Ulogu je potom preuzela znanstvena rasprava, dok su danas su najzastupljeniji zbornici radova.